# Jana Kaladsinskaja
Jana Kaladsinskaja (belarussisch Яна Каладзінская, eng: Jana Kolodynska; * 10. August 2003) ist eine belarussische Tennisspielerin.

## Karriere
Kolodynska begann mit sechs Jahren das Tennisspielen und bevorzugt Sandplätze. Sie spielt vorrangig auf der ITF Women’s World Tennis Tour, wo sie bislang vier Titel im Einzel und einen im Doppel gewann.
Im Dezember 2019 erreichte sie das Finale des Orange Bowl, des nach den vier Grand Slams bedeutendsten Juniorinnenturniers. Im Finale verlor sie gegen Robin Montgomery mit 6:74 und 3:6.
Bei den French Open 2020 scheiterte sie im Juniorinneneinzel bereits in der ersten Runde, erreichte aber im Juniorinnendoppel mit Partnerin Kryszina Dsmitruk das Viertelfinale.

## Turniersiege

### Einzel
| Nr. | Datum           | Turnier       | Kategorie | Belag     | Finalgegnerin      | Ergebnis         |
| --- | --------------- | ------------- | --------- | --------- | ------------------ | ---------------- |
| 1.  | 14. März 2021   | Monastir      | ITF W15   | Hartplatz | Lucrezia Stefanini | 1:6, 6:0, 7:65   |
| 2.  | 12. Juni 2022   | Santo Domingo | ITF W25   | Hartplatz | Victoria Duval     | 6:0 Aufgabe      |
| 3.  | 11. Juni 2023   | La Marsa      | ITF W40   | Hartplatz | Justina Mikulskytė | 6:2, 2:0 Aufgabe |
| 4.  | 20. August 2023 | Arequipa      | ITF W40   | Sand      | Miriana Tona       | 2:6, 6:3, 6:4    |

### Doppel
| Nr. | Datum            | Turnier | Kategorie | Belag     | Partnerin         | Finalgegnerinnen                   | Ergebnis |
| --- | ---------------- | ------- | --------- | --------- | ----------------- | ---------------------------------- | -------- |
| 1.  | 21. Oktober 2023 | Macon   | ITF W80   | Hartplatz | Tatjana Prosorowa | Sofia Sewing Anastassija Tichonowa | 6:3, 6:2 |